# (4072) Yayoi
(4072) Yayoi es un asteroide perteneciente al cinturón de asteroides, descubierto el 30 de octubre de 1981 por Hiroki Kosai y su compañero astrónomo Kiichirō Furukawa desde el Observatorio Kiso, Monte Ontake, Japón.

## Designación y nombre
Designado provisionalmente como 1981 UJ4. Fue nombrado Yayoi en homenaje a la Era Yayoi en Japón, desde el siglo III a. C. al siglo IV d. C. cuando los japoneses comenzaron a expandirse más de Asia.